# Francisco Mira i Botella

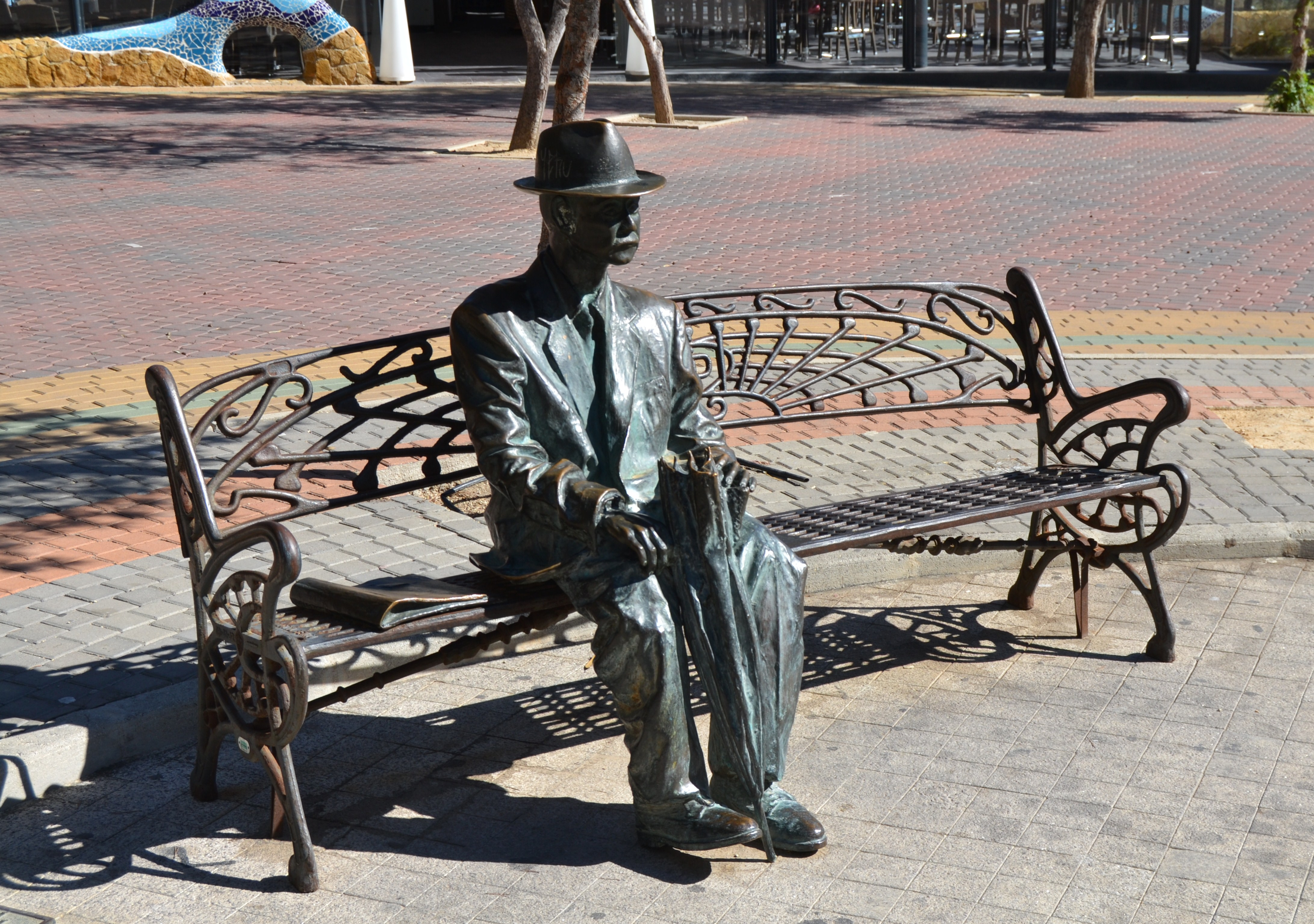
Estatua de Francisco Mira y Botella, en Guardamar del Segura.

Francisco Mira y Botella (Aspe, Alicante 1863-Hondón de las Nieves, Alicante 1944) fue un ingeniero sde montes que dirigió desde 1900 las tareas de repoblación forestal de la Pinada de Guardamar del Segura y la repoblación del Monte Benacantil en la ciudad de Alicante iniciada en 1912.

## Su obra en Guardamar del Segura
Francisco Mira comenzó la reforestación de las dunas de Guardamar en el verano de 1900 y le dedicó a esta obra 28 años de su vida.
Con esta reforestación pretendía detener en la playa toda la arena que arrojaba el mar y fijar una extensión que evitara la invasión del pueblo. Dicha repoblación se inició con la construcción de una duna litoral artificial que sirvió de barrera al avance de la arena. Para ello, se construyó una empalizada mediante tablestacas de metro y medio de altura situadas a 2 o 3 centímetros de distancia las unas de las otras. Así se conseguía filtrar la arena originada por el talud interno de la duna. Por lo que se colocaron a unos 70 metros de la línea del mar para conseguir una mayor efectividad. A medida que iba creciendo la cantidad de arena arrojada por el mar, las tablestacas quedaban cubiertas, lo que hacía necesario que se izaran  nuevamente.
Tras neutralizar esta duna litoral, ordenó que se fijara un talud interior mediante la plantación de especies vegetales, para seguidamente realizar la siembra de pino carrasco, piñonero y marítimo. Estas especies vegetales recién sembradas fueron cubiertas con ramajes, con lo que consiguió evitar que la incidencia directa del sol las secara.
En palabras del propio Mira i Botella: "Con estos trabajos queda detenida en la playa toda la arena que el mar arroja. La fijación de las dunas es tan completa, que aún en los días de levante fuerte, se cruza por ella sin que se note el movimiento de las arenas. Hemos evitado que el pueblo de Guardamar de 3.000 habitantes, desaparezca sepultado junto con los terrenos de su fértil huerta."
En esta localidad existe una Casa-Museo con su nombre así como dos estatuas en su memoria.

## Su obra en Alicante
En 1912 se le encarga la tarea de reforestar el Monte Benacantil, situado en pleno centro de la ciudad de Alicante y en cuya cima se alza el Castillo de Santa Bárbara. Realizó abancalamientos en los cuales se plantaron pinos, la mayoría de los cuales viven todavía.
Alicante le dedicó en 1923 una calle en la ladera del Benacantil (hoy desaparecida, coincidente con el inicio de la avenida Jaime II) nombrándole dos años después Hijo Adoptivo de la ciudad y concediéndole además la Medalla de Plata de Alicante